# パトリック・マシューズ
パトリック・マシューズ（Patrick Matthews、1975年11月29日 - ）は、オーストラリアのガレージロックバンド・ザ・ヴァインズの元ベーシスト。
バンド結成時のメンバーだったが、2004年の2ndアルバム発表後、バンドを脱退。
現在は、ロックバンドユースグループのベーシストである。
| スタブアイコン | サブスタブ | この項目は、まだ閲覧者の調べものの参照としては役立たない、音楽関係者（バンド等）に関連した書きかけの項目です。この項目を加筆・訂正などしてくださる協力者を求めています（P:音楽/PJ:芸能人）。 |